# Reducción de orden
En matemáticas, la reducción de orden es una técnica utilizada para resolver ecuaciones diferenciales ordinarias de segundo orden. Se utiliza cuando la primera de dos soluciones ({\displaystyle y_{1}}) es conocida y se busca la segunda ({\displaystyle y_{2}}).

## Uso
Dada una ecuación diferencial
{\displaystyle y''+p(t)y'+q(t)y=0\,}
y una sola solución ({\displaystyle y_{1}(t)}), y sea la segunda solución definida por
{\displaystyle y_{2}=v(t)y_{1}(t)\,}
donde {\displaystyle v(t)} es una función arbitraria. Así,
{\displaystyle y_{2}'=v'(t)y_{1}(t)+v(t)y_{1}'(t)\,}
y
{\displaystyle y_{2}''=v''(t)y_{1}(t)+2v'(t)y_{1}'(t)+v(t)y_{1}''(t).\,}
Si se sustituyen por {\displaystyle y}, {\displaystyle y'}, y {\displaystyle y''} a la ecuación diferencial, entonces
{\displaystyle y_{1}(t)\,v''+(2y_{1}'(t)+p(t)y_{1}(t))\,v'+(y_{1}''(t)+p(t)y_{1}'(t)+q(t)y_{1}(t))\,v=0.}
Como {\displaystyle y_{1}(t)} es solución de la ecuación diferencial original, {\displaystyle y_{1}''(t)+p(t)y_{1}'(t)+q(t)y_{1}(t)=0}, se puede reducir a 
{\displaystyle y_{1}(t)\,v''+(2y_{1}'(t)+p(t)y_{1}(t))\,v'=0}
que es una ecuación diferencial de primer orden por {\displaystyle v'(t)}. Dividiendo por {\displaystyle y_{1}(t)}, se obtiene
{\displaystyle v''+\left({\frac {2y_{1}'(t)}{y_{1}(t)}}+p(t)\right)\,v'=0}
y {\displaystyle v'(t)} se puede encontrar utilizado el método general:
{\displaystyle v'(t)=C_{1}{\frac {1}{y_{1}^{2}(t)}}e^{-\int p(t)dt}}
Una vez se ha encontrado {\displaystyle v'(t)}, se integra y se sustituye a la ecuación original por {\displaystyle y_{2}}:
{\displaystyle y_{2}=v(t)y_{1}(t).\,}